# Peter Fleming
Pour les articles homonymes, voir Peter Fleming (homonymie) et Fleming.
Peter Fleming (Londres, 31 mai 1907 - 9 août 1971) est un aventurier et un écrivain britannique, auteur de récits de voyages.

## Biographie
Le lieutenant-colonel Robert Peter Fleming, écossais, aventurier, chasseur et écrivain, est le fils de Valentine Fleming et de Evelyn Beatrice Sainte Croix Rose. Il est le frère du romancier Ian Fleming qui s'inspira de sa vie pour créer son personnage de James Bond.
Il fait ses études à Eton College puis au Christ Church College de l’université d'Oxford. Durant sa scolarité à Eton, il était rédacteur de l'Eton College Chronicle, et du Peter Fleming Owl (owl, mot anglais signifiant « chouette », le nom en latin Strix sous lequel il écrira plus tard pour The Spectator) ; il était alors chaque année primé comme meilleur contributeur de la chronique.
En avril 1932, en réponse à une petite annonce parue dans le Times, il part sur les traces du colonel Percy Fawcett dans la jungle brésilienne. Il en tirera son premier livre, Un aventurier au Brésil (Brazilian Adventure (en), 1933).
Grand reporter pour le Times, il suit en 1933, à Moscou, le procès des espions anglais de la firme d'armes Vickers.
En février 1935, il entame avec Ella Maillart (1903-1997) une traversée de sept mois de la Chine du nord depuis Pékin jusqu'au Cachemire à travers les déserts d’Asie centrale — il est alors déjà agent du MI6. Sur ce voyage, Fleming publie en 1936 Courrier de Tartarie (News from Tartary (en), réédité chez Phébus Poche en 2001), et Ella Maillart Oasis interdites en 1937.
En 1935, il épouse l’actrice Celia Johnson (1908-1982), qui se fit surtout connaître pour son rôle dans le film de David Lean Brève Rencontre (Brief Encounter).
Nommé lieutenant de réserve des Grenadier Guards le 29 novembre 1933, il intègre en 1938 le service de renseignement militaire (le Military Intelligence Research, MI R). Officier des Unités auxiliaires (Auxiliary Units, les ancêtres des unités de commandos), tout comme l'acteur Anthony Quayle, il est chargé en 1940 de créer le premier centre d'entraînement d'unités de guérilla, dans une ferme du Kent, à Coleshill.
Il participe à l'expédition de Norvège au sein d’une des dix compagnies indépendantes du MI R (des commandos de 3 000 hommes spécialisés dans la démolition et le renseignement) et reçoit une citation.
Il sert en Grèce en 1941 puis en 1942 en Birmanie, avec les Chindits du général Orde Charles Wingate. Il termine la guerre comme lieutenant-colonel à titre temporaire du Special Operations Executive, à la tête du service d’Intoxication (Military Deception Operations) du quartier général du commandement de l'Asie du Sud-Est (SEAC) de l'amiral Louis Mountbatten. Il est nommé Officier de l'Ordre de l’Empire britannique à titre militaire le 14 juin 1945 et reçoit le 14 mai 1948 la rosette (6e classe) de l’Ordre du Nuage et de l’Étendard de la Chine nationaliste.
Promu lieutenant-colonel dans l’Armée territoriale le 23 mai 1951, il y sert jusqu'en mai 1965.
Après la guerre, Peter Fleming se retire dans le village de Nettlebed, Oxfordshire.
Il meurt d'une crise cardiaque le 18 août 1971 au cours d'une partie de chasse — sa passion — dans la région d'Argyll, en Écosse. Il est enterré dans le cimetière de Nettlebed. Sur sa tombe on peut lire cette épitaphe, qu'il avait composée lui-même :
He travelled widely in far places;
Wrote, and was widely read.
Soldiered, saw some of danger's faces,
Came home to Nettlebed.
The squire lies here, his journeys ended
– Dust, and a name on a stone –
Content, amid the lands he tended,
To keep this rendez-vous alone.
La renommée de Peter Fleming est à présent quasiment occultée par celle de son frère cadet, Ian Fleming, romancier et créateur du personnage de James Bond. Les frères Fleming étaient deux des quatre fils de l’avocat et député Valentine Fleming tué par un bombardement allemand en Picardie en 1917, ancien député MP (Member of Parliament)) de Henley depuis 1910.

## Publications
- Au cœur de la Tartarie, NRF-Gallimard, 1938 (réed. Courrier de Tartarie, suivi d'un entretien avec Ella Maillart par Catherine Domain, Editions Phébus, 1989)
- Au Brésil à l'aventure, Eds Dominique Wapler, 1951 (réed.Un aventurier au Brésil - Au fond du Mato Grosso, sur les traces du Colonel Fawcett, préface de Michel Le Bris, éditions Phébus, 1991)
- Le destin de l'Amiral Koltchak, Plon, 1967